# Cavaione (Truccazzano)
Cavaione (Cavajon in dialetto milanese) è una frazione del comune italiano di Truccazzano posta a sudovest del centro abitato, verso Settala. Fu comune autonomo fino al 1869.

## Storia
Registrato agli atti del 1751 come un villaggio milanese di 300 abitanti saliti a 320 nel 1771, alla proclamazione del Regno d'Italia nel 1805 Cavajone risultava avere 300 residenti. Nel 1809 un regio decreto di Napoleone determinò la soppressione dell'autonomia municipale per annessione a Cornegliano, borgo poi confluito in Truccazzano due anni dopo, ma il Comune di Cavajone fu poi ripristinato con il ritorno degli austriaci. L'abitato crebbe poi lentamente, tanto che nel 1853 risultò essere popolato da 364 anime, salite a 409 nel 1861. Fu un decreto di Vittorio Emanuele II a decidere la soppressione del municipio, annettendolo a quello di Truccazzano riprendendo l'antico modello napoleonico.

## Monumenti e luoghi d’interesse

### Architetture religiose
La Chiesa di Sant’Eusebio è sede di una parrocchia pluri-centenaria. 